# Старый замок в г. Каменце-Подольском (монета)
Старый замок в г. Каменце-Подольском (укр. Старий замок у м. Кам`янці-Подільському) — памятная монета номиналом 5 гривен, выпущенная Национальным банком Украины, посвященная легендарной Каменец-Подольской крепости (замка), одной из красивейших памятников архитектуры Украины. Замок был главной оборонительным сооружением в комплексе укреплений города, неоднократно подвергался изменениям и перестраивался. Сейчас замок является составной частью Каменец-Подольского государственного исторического музея-заповедника.
Монета введена в обращение 17 мая 2017 года. Она относится к серии «Памятники архитектуры Украины».

## Описание монеты и характеристики
| Номинал грн. | металл     | Масса, г | Диаметр, мм | Качество изготовления     | группа   | Тираж, штук |
| ------------ | ---------- | -------- | ----------- | ------------------------- | -------- | ----------- |
| 5            | Нейзильбер | 16,54    | 35,0        | специальный анциркулейтед | рифлёный | 40 000      |

### Аверс
На аверсе монеты вверху — малый Государственный Герб Украины и надпись «УКРАИНА»; в центре на зеркальном фоне — план старого замка в г.. Каменец-Подольском; справа год чеканки монеты — «2017», внизу номинал — «5 ГРИВЕН»; справа — логотип Банкнотно-монетного двора Национального банка Украины.

### Реверс
На реверсе монеты изображена Каменец-Подольская крепость и размещены надписи: «Каменец-Подольский / СТАРЫЙ ЗАМОК» (полукругом вверху).

## Авторы

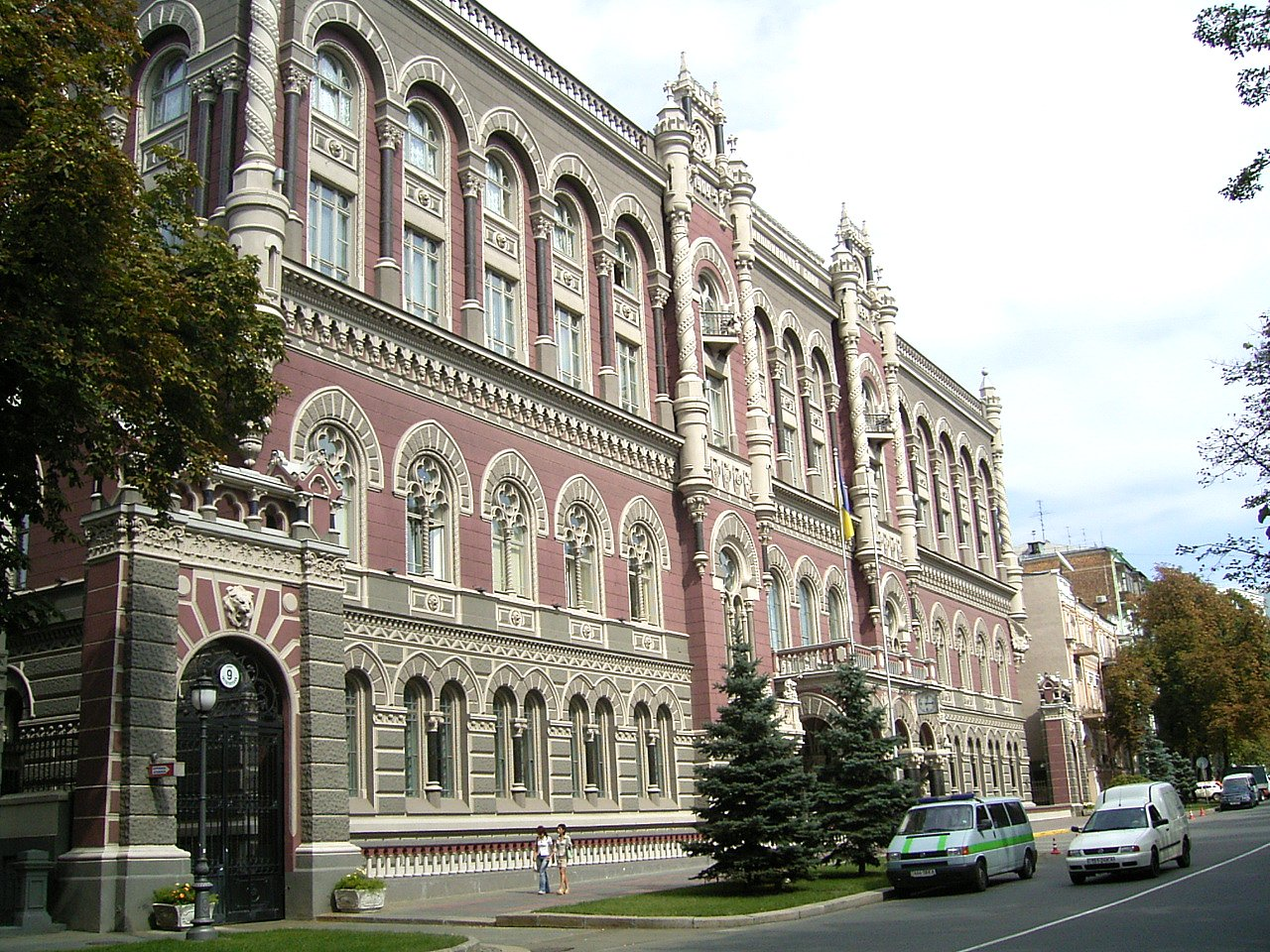
Здание Национального банка Украины

- Художник — Демьяненко Анатолий.
- Скульптор — Демьяненко Анатолий.

## Стоимость монеты
При вводе монеты в обращение 2017 года, Национальный банк Украины реализовывал монету через свои филиалы за цене 43 гривны.
Фактическая приблизительная стоимость монеты с годами менялась так:
| - | год | 2018 | 2019 | 2020 | - | Цена, грн. |  |  |  | - |

## Ссылка
- Описание монеты на сайте Национального банка Украины